# آرمین فه
آرمین فه (انگلیسی: Armin Veh؛ زادهٔ ۱ فوریهٔ ۱۹۶۱) یک بازیکن سابق و سرمربی فوتبال اهل آلمان است که اکنون هدایت باشگاه فوتبال اشتوتگارت در بوندس‌لیگا را بر عهده دارد. وی در سال ۲۰۰۷ مربی سال فوتبال آلمان شد.